# Srebrzystość liści

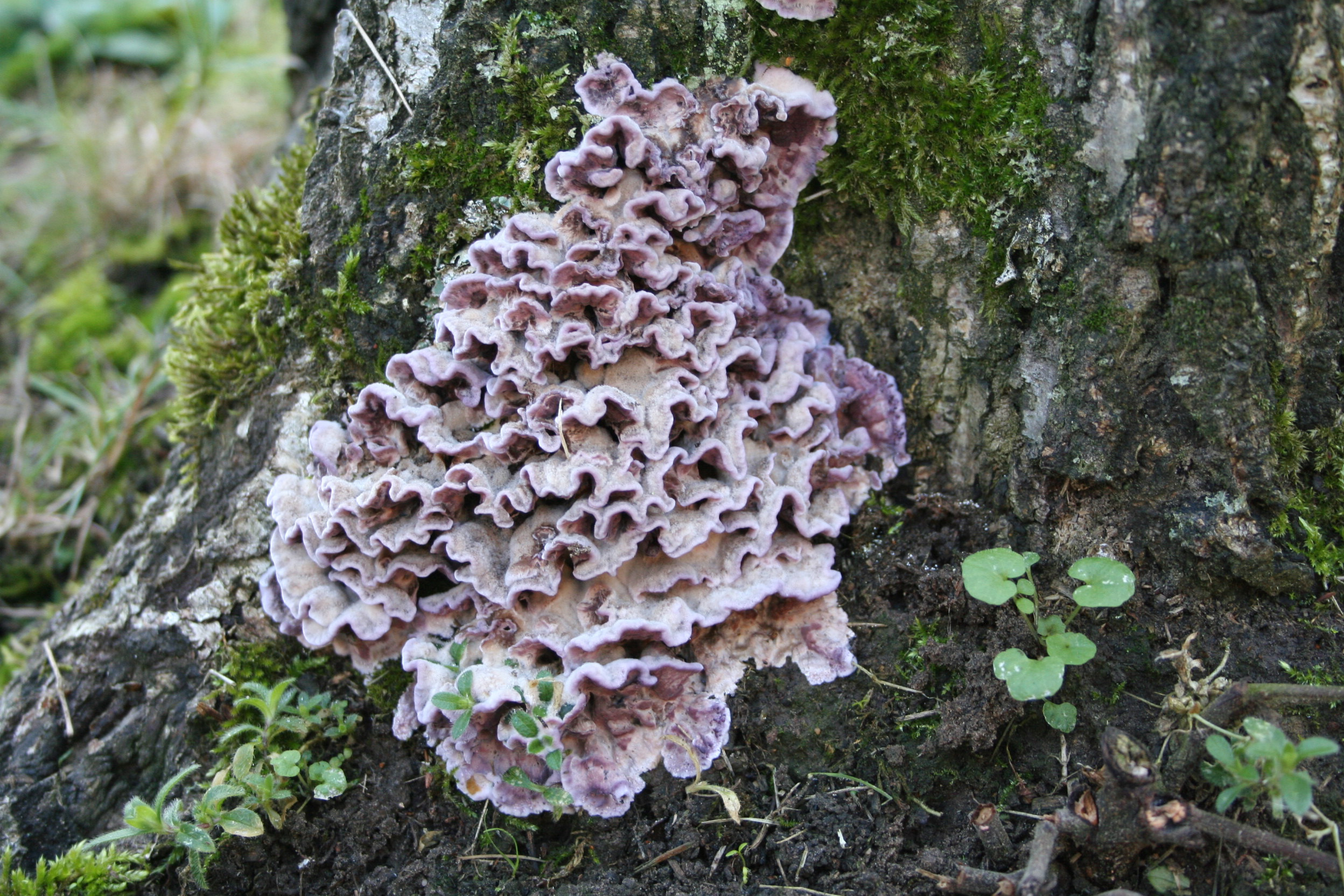
Owocniki grzyba Chondrostereum purpureum występujące na pniu drzewa

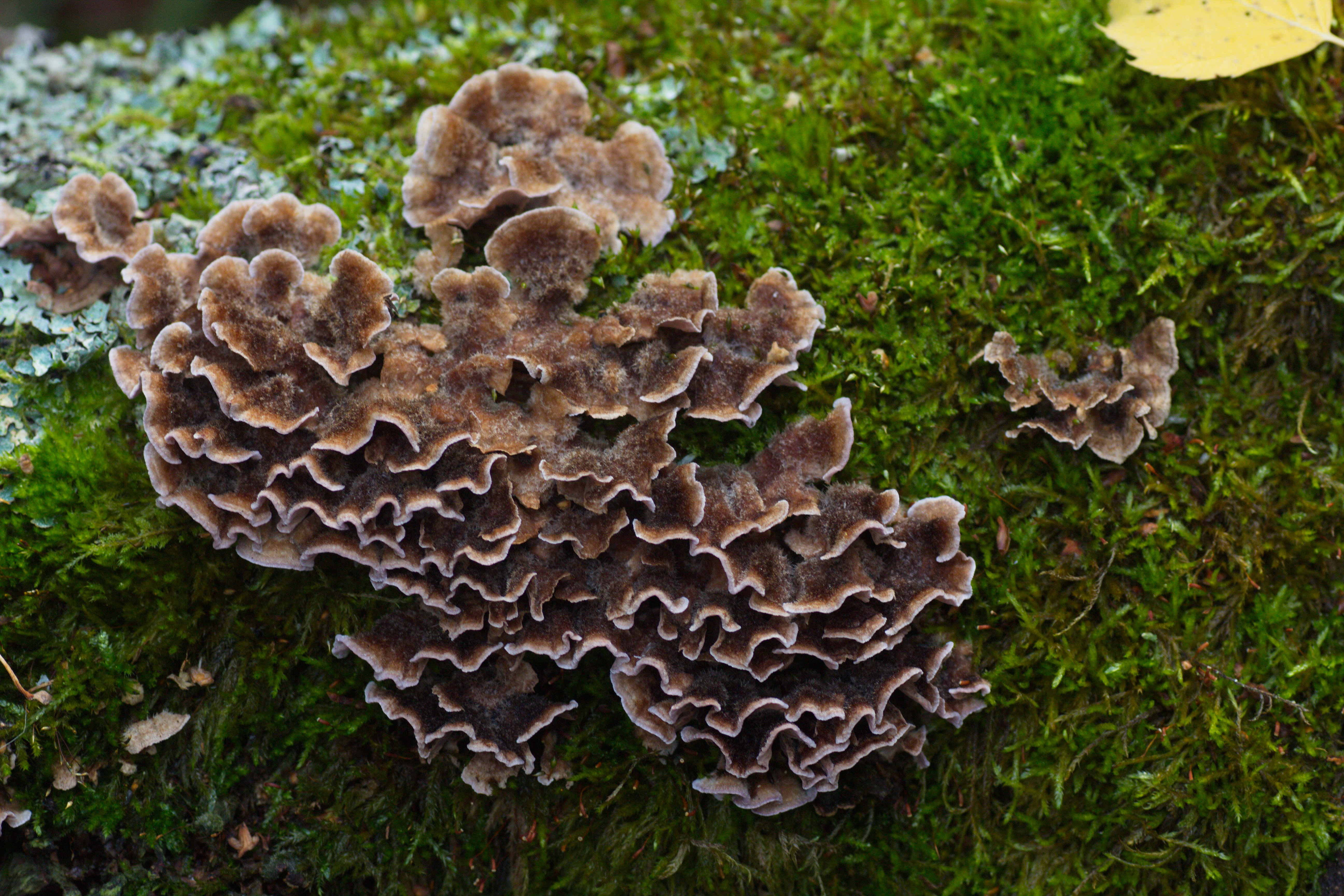

Srebrzystość liści – grzybowa choroba wielu roślin, głównie drzew liściastych, wywoływana przez chrząstkoskórnika purpurowego (Chondrostereum purpureum) należącego do klasy podstawczaków.

## Występowanie i szkodliwość
Patogen ma bardzo szeroki zasięg występowania. Jest powszechny w lasach. Występuje tutaj zwłaszcza na bukach, dębach, klonach i topolach, ale spotykany jest także na wielu innych gatunkach drzew. Atakuje także liczne gatunki drzew i krzewów owocowych, najczęściej
drzewa pestkowe, zwłaszcza śliwy. Rzadziej spotykany jest na jabłoni, gruszy, porzeczkach i agreście.
Srebrzystość liści prowadzi do zamierania całych gałęzi i konarów, a nawet całych drzew. W systematycznie przycinanych sadach choroba może rozwijać się epidemicznie. Była to groźna choroba w latach 70. i 80. XX wieku. Obecnie ma ona już niewielkie znaczenie, prawdopodobnie z powodu zmian technologicznych w sadownictwie.

## Objawy
W istocie podobne są do wywoływanych przez inne gatunki hub. Drewno na porażonych pędach powoli brunatnieje i murszeje, a kora ulega nekrozie, a miękisz w otoczeniu kory staje się gąbczasty. Zmiany w drewnie dochodzą aż do jego rdzenia. Całe martwe drewno przerasta grzybnia i ulega ono suchej zgniliźnie. Na obumarłych konarach i gałęziach grzyb wytwarza liczne, półkoliste owocniki. Mają pofałdowany brzeg, a ich górna część jest skórzasta i szara, dolna szarobrunatna lub fioletowoczerwona. Owocniki te na dolnej stronie wytwarzają zarodniki typu bazydiospor. Zarodniki te infekują rośliny wrastając przez rany. Grzybnia rozwija się w korze i drewnie, nigdy w liściach; jednak objawy srebrzystości, są łatwo zauważalne na liściach. Jest to zjawisko wtórne spowodowane wydzielaniem przez patogen enzymów powodujących „odklejanie” się bezbarwnej skórki liścia od zielonej warstwy miękiszu palisadowego.

## Ochrona
Nie stosuje się zwalczania chemicznego poprzez opryskiwanie za pomocą fungicydów. Profilaktyka rozprzestrzeniania się infekcji polega na usuwaniu wszystkich gałęzi z objawami choroby w miejscach poniżej występowania grzyba, natomiast powstałe rany zabezpiecza się przy użyciu farby emulsyjnej z dodatkiem środka grzybobójczego. Zabiegi takie powinny być wykonywane w lecie, kiedy objawy na liściach są wyraźnie widoczne. Silnie porażone drzewa (z owocnikami na pniach) powinny być usuwane z plantacji i palone. Narzędzia używane do cięcia drzew należy dezynfekować 70% alkoholem, lub 10% podchlorynem sodu.